# Efeito Lilliput

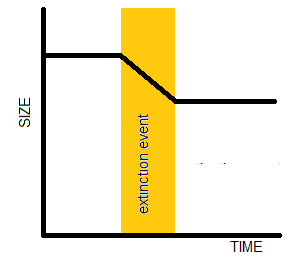
Gráfico demonstrando uma diminuição no tamanho do corpo após o evento de extinção.

O efeito Lilliput é uma diminuição no tamanho do corpo em espécies animais que sobreviveram a uma grande extinção. O termo foi cunhado em 1993 por Adam Urbanek em seu artigo sobre a extinção de graptolóides.
Existem várias hipóteses sobre por que esses padrões aparecem no registro fóssil, alguns dos quais são: a sobrevivência de pequenos táxons, o nanismo de linhagens maiores e a miniaturização evolutiva de estoques ancestrais maiores.  Os cientistas acreditam que esse efeito Lilliput foi um precursor da extinção posterior dos animais cerca de 183 milhões de anos atrás, durante o período conhecido como Toarciano.